# Домбровський Володимир Гнатович
Володимир Гнатович Домбровський (нар. 9 березня 1883, с. Гарбузів, нині Зборівського району Тернопільської області — 1 червня 1925, м. Золочів, нині Львівська область) — український педагог, мовознавець, літературознавець.

## Біографія
Закінчив Золочівську гімназію (1901), Львівський університет (1905).
Брав участь у боротьбі за український університет у Львові, за що заарештувала австрійська влада.
Працював викладачем української, латинської, грецької мов у гімназіях Чернівців, Копичинців (нині Гусятинського району), Рогатина (1910—1914), «Рідної школи» у Золочеві (1921–1925).
Під час Першої світової війни був мобілізований до австро-угорської армії. Від 1918 року воював у лавах Української Галицької Армії. 1921 року повернувся до Золочева.

## Праці
Автор виданих у Львові посібників:
- «Українська стилістика і ритміка» (1924),
- «Українська поетика» (1925).

Готував матеріали до словника синонімів української мови.
Розробив теми «Слово як виразник нашої свідомості», «Слово як чинник культурного поступу», «Слово й думка», «Точність вислову», «Ясність стилю», «Фонетичні, синтаксичні й інші фігури», в яких розкрив красу й багатство української мови.

## Перевидання
- Домбровський Володимир. Українська стилістика і ритміка. Українська поетика / Урорядник Олег Баган; Науковий і літературний редактор Ярослав Радевич-Винницький. — Дрогобич : Видавнича фірма «Відродження», 2008. — 488 с. — (Cogito: навчальна класика).